# Liste der Biografien/Moa
Liste der Biografien |
Portal Biografien |
Personensuche
# |
A |
B |
C |
D |
E |
F |
G |
H |
I |
J |
K |
L |
M |
N |
O |
P |
Q |
R |
S |
T |
U |
V |
W |
X |
Y |
Z |
?
 
Ma |
Mb |
Mc |
Md |
Me |
Mf |
Mg |
Mh |
Mi |
Mj |
Mk |
Ml |
Mm |
Mn |
Mo |
Mp |
Mq |
Mr |
Ms |
Mt |
Mu |
Mv |
Mw |
Mx |
My |
Mz
 
Moa |
Mob |
Moc |
Mod |
Moe |
Mof |
Mog |
Moh |
Moi |
Moj |
Mok |
Mol |
Mom |
Mon |
Moo |
Mop |
Moq |
Mor |
Mos |
Mot |
Mou |
Mov |
Mow |
Mox |
Moy |
Moz
Die Liste der Biografien führt alle Personen auf, die in der deutschsprachigen Wikipedia einen Artikel haben. Dieses ist eine Teilliste mit 31 Einträgen von Personen, deren Namen mit den Buchstaben „Moa“ beginnt.

## Moa
- Moa, Anika (* 1980), neuseeländische Gitarristin, Sängerin und Liedermacherin

### Moac
- Moacyr, Francisco (1937–2020), brasilianischer Fußballspieler

### Moad
- Moad, Graeme (* 1952), australischer Chemiker

### Moaf
- Moafi, Sepideh (* 1985), iranisch-US-amerikanische Schauspielerin

### Moak
- Moakler, Shanna (* 1975), US-amerikanische Schauspielerin und ModelShanna Moakler (* 1975)

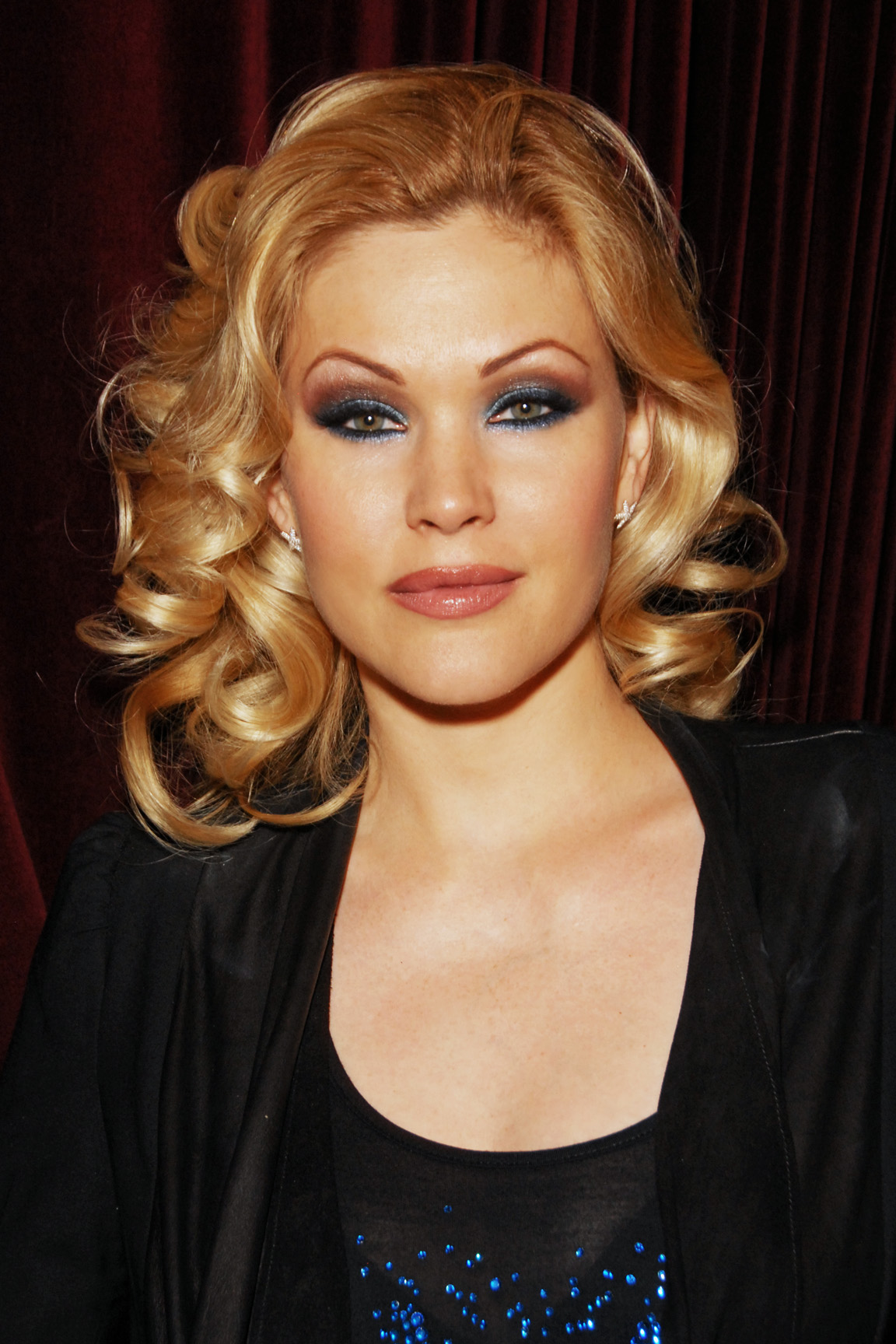
Shanna Moakler (* 1975)

- Moakley, Joe (1927–2001), US-amerikanischer Politiker

### Moal
- Moalla, Fatma (* 1939), tunesische Mathematikerin und Hochschullehrerin
- Moalla, Mansour (* 1930), tunesischer Politiker der Sozialistischen Destur-Partei
- Mo’allim, Bulle Hassan († 2010), somalischer Politiker

### Moan
- Moan, Farrah (* 1993), US-amerikanische Dragqueen und Model
- Moan, Magnus (* 1983), norwegischer Nordischer Kombinierer
- Moana, Salome (* 1994), Schweizer Sängerin und Komponistin

### Moar
- Moar, Renata (* 1955), italienische Schauspielerin
- Moar, Ricardo (* 1953), spanischer Fußballfunktionär

### Moas
- Moas, Éber (* 1969), uruguayischer Fußballspieler

### Moat
- Moataz, Hana (* 2000), ägyptische Squashspielerin
- Moate, Jonathan (* 1996), kanadischer Volleyballspieler
- Moati, Félix (* 1990), französischer SchauspielerFélix Moati (* 1990)

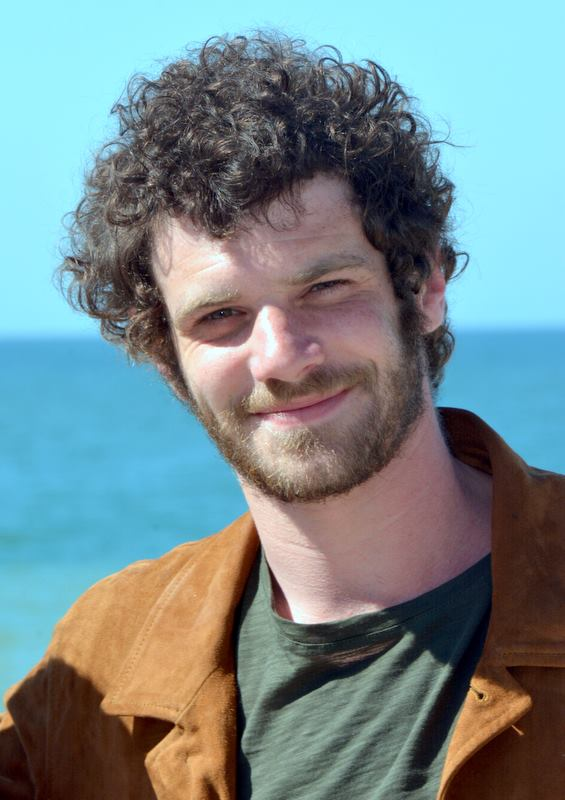
Félix Moati (* 1990)

- Moati, Nine (1937–2021), französische Schriftstellerin
- Moati, Serge (* 1946), französischer Regisseur, Produzent und Schauspieler
- Moatlhaping, Moemedi (* 1985), botswanischer Fußballspieler
- Moats, Ryan (* 1982), US-amerikanischer American-Football-Spieler

### Moav
- Moavero Milanesi, Enzo (* 1954), italienischer Jurist und Minister

### Moaw
- Moawad, Ahmed Amr Ahmed, ägyptischer Diplomat
- Moawad, Nayla (* 1940), libanesische Politikerin, Ministerin für Soziale Angelegenheiten im Libanon
- Moawad, René (1925–1989), libanesischer Staatspräsident
- Moawad, Sayed (* 1979), ägyptischer Fußballspieler

### Moay
- Moayed, Arian (* 1980), US-amerikanischer Schauspieler, Autor und Regisseur
- Mo'ayyeri, Rahi (1909–1968), iranischer Dichter

### Moaz
- Moazeni, Danial (* 1998), iranischer Komponist und Musiker
- Moazzemi, Arvin (* 1990), iranischer Straßenradrennfahrer